# René de Narbonne
Pour les articles homonymes, voir Narbonne.
Marie Joseph Jean René Motais de Narbonne, dit René de Narbonne, né le 28 juin 1912 à Toulon (Var) et mort le 8 novembre 1948 en mer lors d'un crash aérien dans la Manche, est un aviateur, conférencier, journaliste, entrepreneur et écrivain français.

## Biographie

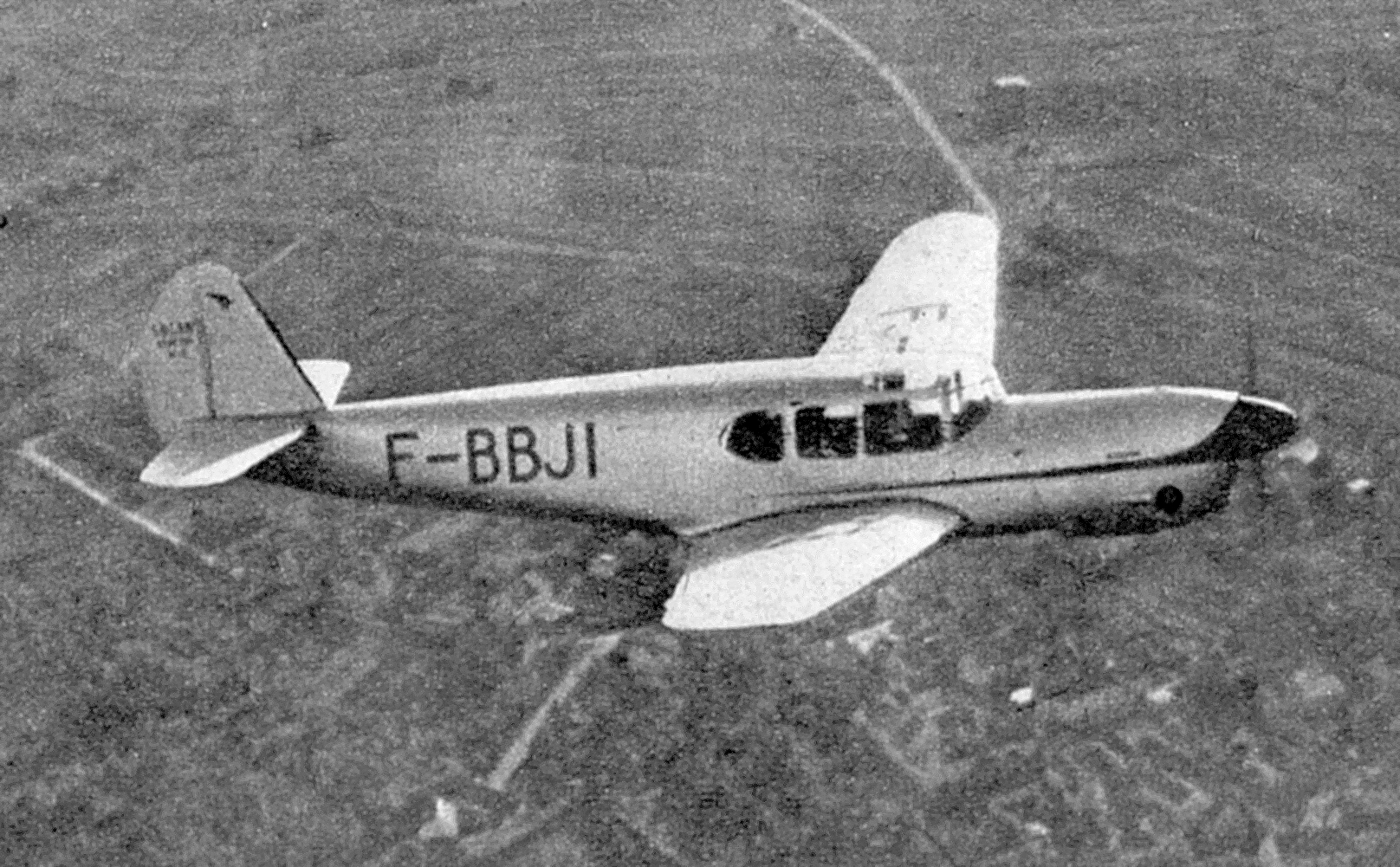
Le Nord-1101 « Noralpha » à bord duquel René de Narbonne a effectué son « Circuit des Capitales » et son « Tour de la méditerranée ».

René de Narbonne est le fils de Marie Joseph Albert Montais de Narbonne, intendant général des troupes coloniales, commandeur de la Légion d'honneur, et de Marie-Thérèse Sicre de Fontbrune .   
En 1937, il sort officier de l'armée de l'air de l'école d'Istres.
Dans les années 1930, il collabore entre autres au Journal et au Flambeau, et fait partie de l'organisation sociale nationaliste des Croix-de-Feu par laquelle il prônera, avec Jean Mermoz, l' augmentation des budgets militaires en matière d'aéronautique. Pendant la guerre, il sert en Afrique du Nord puis en France .
En 1946, il fonde l'« Escadrille Mercure », la première entreprise privée française d'avions-taxis dont la clientèle principale sera essentiellement des hommes d'affaires. Il essaye alors de réaliser des records dont les plus remarquables sont, le 14 juillet 1947, le « Circuit des Capitales », Paris-Genève-Rome-Vienne-Prague-Bruxelles-Paris, soit 3400 km en 15 h 40 de vol avec son fils Roland alors agé de 13 ans, et le 24 mars 1948, le « Tour de méditerranée », Paris-nice-Tunis-Alger-Oran-Tanger-Madrid-Bordeaux-Paris en 24 h 10 min 30 s. Il prouve en outre par ce raid le bon fonctionnement des liaisons radioélectriques.

En 1951, René de Narbonne est cité, à titre posthume, à l'Ordre de la Nation.

## Une mystérieuse disparition
En 1948, lors d'un fret sur la ligne Paris-Londres, le « Beechcraft F-BEAF » de l'escadrille Mercure, que pilote René de Narbonne, s'abîme en mer à un endroit indéterminé dans la Manche. L'avion transporte six hockeyeurs tchèques vers Londres pour une tournée de compétition européenne. Déjà, peu après son décollage, l'appareil ne semblait pas suivre la bonne route. Une heure après le décollage, le contact radio était coupé. L'équipage n'arrivera jamais à destination. Les recherches en mer ne permettent pas de retrouver les corps ni l'épave de l'avion. Cette mystérieuse disparition fit croire à la femme du pilote, Mme de Narbonne, à un enlèvement. En 1949, après de longues recherches infructueuses par les services compétents, sa femme porte plainte pour enlèvement et séquestration pensant que les membres de l'équipe sportive tchèque auraient détourné l'avion pour échapper au rideau de fer et éventuellement assassiné son mari pour l'empêcher de dévoiler le lieu de leur fuite. Mais l'hypothèse ne tient pas, et la commission d'enquête conclut à un dérèglement du compas de navigation dû à l'acier des patins des hockeyeurs qui aurait perturbé son fonctionnement, les bagages étant rangés juste en dessous du tableau de bord. L'affaire est classée sans suite.

## Œuvres
- Les ailes qui poussent, Paris : Baudinière , 1936.
- Le Destin des Ailes, Préface de Jean Ajalbert , Paris, Baudinière, 1943.
- Aviation de France, Grenoble : impr. de Dardelet, 1944 [lire en ligne].
- Baliseurs de ciels, Paris : Flammarion , 1945 [lire en ligne].